# 20103 de Vico
20103 de Vico este un asteroid din centura principală, descoperit pe 6 mai 1995, de Rodolfo Calanca.